# Kryoskopie
Unter Kryoskopie (von altgriechisch κρύος kryos „kalt“ und σκοπεῖν skopeín „betrachten“) versteht man ein Verfahren zur Bestimmung der molaren Masse von Substanzen durch Messung der Gefrierpunktserniedrigung.

## Prinzipielles Vorgehen
Der Gefrierpunkt eines Lösungsmittels wird durch Zugabe von löslichen oder mischbaren Substanzen erniedrigt. Die Erniedrigung {\displaystyle \Delta T} des Gefrierpunktes hängt dabei in verdünnten Lösungen linear von der molalen Konzentration {\displaystyle {\frac {n}{m_{\mathrm {L} }}}} des zugegebenen Stoffes ab:
{\displaystyle \Delta T=E_{n}\cdot {\frac {n}{m_{\mathrm {L} }}}}
mit
- der kryoskopischen Konstanten {\displaystyle E_{n}} des Lösungsmittels als Proportionalitätsfaktor
- der Stoffmenge {\displaystyle n} des gelösten Stoffes
- der Masse {\displaystyle m_{\mathrm {L} }} des Lösungsmittels.

Die Temperaturänderung ist nur von der Anzahl der gelösten Teilchen abhängig, nicht von ihrer Art. Damit gehört die Gefrierpunktserniedrigung zu den kolligativen Eigenschaften.
Für die Stoffmenge des gelösten Stoffes gilt:
{\displaystyle n={\frac {m}{M}}}
mit
- der Molmasse {\displaystyle M} des gelösten Stoffes
- der Masse {\displaystyle m} der zugegebenen Probe, wobei gelten muss: {\displaystyle m\ll m_{\mathrm {L} }\Leftrightarrow {\frac {m}{m_{\mathrm {L} }}}<{\frac {1}{10}}} (verdünnte Lösung).

Setzt man {\displaystyle n} in die erste Gleichung ein und löst nach der molaren Masse auf, so erhält man:
{\displaystyle M={\frac {m\cdot E_{n}}{m_{L}\cdot \Delta T}}}
Aus der Masse der zugegebenen Probe und der daraus resultierenden Gefrierpunktserniedrigung kann man also auf die Molmasse der gelösten Substanz schließen.
Zur Bestimmung der Temperaturdifferenz {\displaystyle \Delta T} wird – wenn nötig, in einer Kältemischung – erst die Gefriertemperatur des reinen Lösungsmittels und dann die der Lösung bestimmt, z. B. mit Hilfe des Beckmann-Thermometers. Hierzu ermittelt man in der Regel jeweils den Temperaturverlauf in der Nähe des Gefrierpunktes und trägt diesen grafisch auf.
Bei der kryoskopischen Bestimmung muss die eventuelle Dissoziation des zugegebenen Stoffes berücksichtigt werden, z. B. dissoziert Essigsäure in Acetat- und Hydroniumionen; die Dissoziation erhöht nämlich effektiv die Teilchenzahl und damit die Stoffmenge {\displaystyle n}. Außerdem muss bei konzentrierten Lösungen {\displaystyle \left({\frac {m}{m_{\mathrm {L} }}}\geq {\frac {1}{10}}\right)} die veränderte effektive Konzentration durch die chemische Aktivität der Teilchen ersetzt werden. Grenzen sind dieser Methode für hochmolekulare Stoffe und kolloidale Lösungen gesetzt.

## Verfahren nach Rast
Campher hat eine kryoskopische Konstante, die betragsmäßig besonders groß ist: −39,7 K·kg/mol. Daher ist die Gefrierpunktserniedrigung von Lösungen in Campher relativ groß und damit leichter messbar. Da geschmolzener Campher außerdem ein gutes Lösungsmittel für viele Substanzen ist, eignet es sich besonders gut für die Molmassenbestimmung. Weil die Kryoskopie mit Campher als Lösungsmittel und mit kleinen Substanzmengen von dem Physikochemiker Karl Rast ausgearbeitet wurde, wird eine solche kryoskopische Molmassenbestimmung „Verfahren nach Rast“ genannt. Karl Rast schrieb zu den Vorteilen der Methode: „Im Campher wurde nun ein Lösungsmittel gefunden […] daß es die Möglichkeit eröffnet, statt des Beckmann-Thermometers ein gewöhnliches, in ganze Grade geteiltes Thermometer zu benutzen und die Messung in einem Schmelzpunktsapparat vorzunehmen; durch die minimalen Mengen, die hierzu benötigt werden, nimmt die Methode den Charakter einer Mikromethode an.“ Diese Vorteile führten dazu, dass Campher zum wohl am häufigsten verwendeten Lösungsmittel für die Ermittlung der Molmasse neu gewonnener Substanzen wurde. Die Methode eignet sich nur für Substanzen, die beim relativ hohen Schmelzpunkt des Camphers (179 °C) noch nicht zersetzt werden. Für temperaturempfindlichere Substanzen ist Tetrabrommethan (CBr4) meist besser geeignet. Es hat zudem mit −80 K·kg/mol eine noch deutlich günstigere kryoskopische Konstante.

## Analoge Anwendung: Ebullioskopie
Auch durch das Prinzip der Siedepunktserhöhung, welches der Gefrierpunktserniedrigung analog ist, kann man auf die molare Masse von Substanzen schließen, die in Lösungen enthalten sind:
{\displaystyle M={\frac {m\cdot E_{s}}{m_{L}\cdot \Delta T}}}
Dieses Ebullioskopie genannte Verfahren ist jedoch etwas ungenauer als die Kryoskopie, weil die ebullioskopischen Konstanten {\displaystyle E_{s}} kleiner sind als die kryoskopischen. Beispiele:
|         | {\displaystyle E_{s}} | {\displaystyle E_{n}} |
| ------- | --------------------- | --------------------- |
| Wasser  | 0,515 K·kg/mol        | −1,86 K·kg/mol        |
| Campher | 6,1 K·kg/mol          | −39,7 K·kg/mol        |